# Edward P. Carville

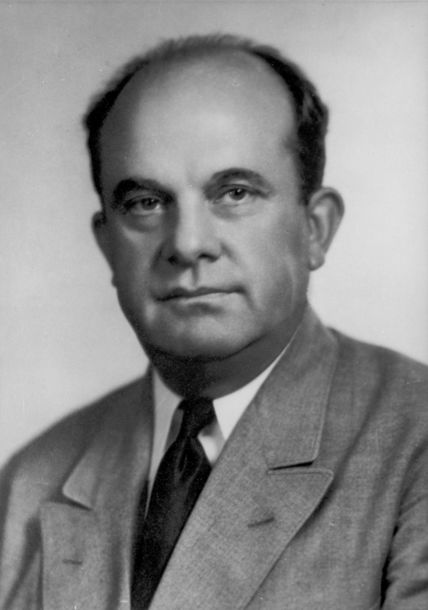
Edward P. Carville.

Edward Peter Carville, född 14 maj 1885 i Elko County i Nevada, död 27 juni 1956 i Reno i Nevada, var en amerikansk demokratisk politiker. Han var den 18:e guvernören i delstaten Nevada 1939-1945 och ledamot av USA:s senat 1945-1947.
Carville utexaminerades 1909 från University of Notre Dame i South Bend, Indiana. Han inledde sedan sin karriär som advokat i Elko, Nevada. Han arbetade senare både som åklagare och som domare.
Carville avgick 1945 som guvernör efter att ha blivit utnämnd till senaten. Senator James G. Scrugham avled i juni 1945 och Carville stannade i senaten till slutet av Scrughams mandatperiod. Han lyckades inte bli vald till en hel mandatperiod i senaten. Han arbetade sedan som advokat i Reno.
Carvilles grav finns på Nevada Memorial Park Mausoleum i Reno.